# XOV
XOV, artistnamn för Damian Homat Ardestani, född 19 september 1985 i Teheran, Iran, är en svensk musikartist, som sjunger hiphop-influerad pop med listframgångar på de svenska listorna.
Ardestani är född i Teheran och kom med föräldrarna till Sverige när han var ett år gammal. Han växte upp i Tensta i Stockholm, där han sedan barndomen sysslat med musik och skrivit poesi. Efter några år inom affärsvärlden som säljcoach och säljchef på ett finansbolag, chef på ett marknadsbolag, 2007 försäljningschef och 2008 vd för Stureplansgruppens nystartade eventbolag Stureplan Event bestämde han sig för att satsa på musiken i stället med studier vid Musikmakarna i Örnsköldsvik från 2009.
Han fick uppmärksamhet när den nyzeeländska sångaren och låtskrivaren Lorde upptäckte hans musik och kontaktade honom med frågan om han ville medverka att skriva soundtracket till filmen The Hunger Games: Mockingjay – Part 1. Samarbetet resulterade 2014 i låten "Animal". Tanken var först att låten "Lucifer" skulle vara med på skivan men skivbolaget tyckte att den var för mörk, något som kännetecknar hans musik. Den 30 oktober 2015 släpptes hans debutalbum Wild.
Efter att hösten 2015 ha rest till Grekland för att påbörja arbetet med en dokumentärfilm om flyktingkatastrofen, där han själv blev tvungen ingripa för att rädda människor i ankommande, fullastade båtar, bestämde han sig för att starta organisationen I Am You för uppmärksammande av problemen och samling av volontärer till flyktinghjälpen.[källa behövs]